# Ananim
Ananim (iz grško ανα ana – po in όνομα onoma – ime) je beseda ali besedna zveza, ki nastane z branjem druge besede ali besedne zveze nazaj. Kot tak je ananim podvrsta anagrama, pri čemer premečemo črke v obratnem vrstnem redu.

## Primeri

### Slovenščina
- atlas – salta
- Eboran – narobe (Eboran je pesem glasbene skupine Siddharta; tudi celotno besedilo pesmi je v obliki ananima)
- Elikan – na kile (Elikan je slovenska znamka diatoničnih harmonik)
- Hubert – trebuh
- vihra – arhiv
- lov – vol
- tir – rit
- pok – kop
- peč – čep
- mit – tim
- kip – pik
- NAMA – Aman

### Angleščina
- 20461 Dioretsa – asteroid

### Italijanščina
- Roma – Amor

### Latinščina
- omen (znamenje) – nemo (nihče)

### Nemščina
- Caput (umetniško ime nemškega reperja, izpeljano iz imena ameriškega reperja Tupac Shakurja)

### Španščina
- León – Noel

### Ukrajinščina
- Ani Lorak (psevdonim ukrajinske pevke, izpeljan iz pravega imena Karolina)